# Robert Gray
Robert Gray (Tiverton, Rhode Island, 10 de mayo de 1755 - ca. julio de 1806) fue un comerciante y capitán de barco estadounidense que es conocido por sus logros en dos viajes comerciales en la costa del Pacífico norte de Norteamérica, entre 1790 y 1793, que fueron pioneros en el comercio marítimo de pieles estadounidense en la región. En el curso de esos viajes, Gray exploró partes desconocidas de aquella costa y, en 1790, fue el primer estadounidense que completó una circunnavegación del mundo. Quizás el logro más recordado de sus exploraciones fue su remontada y, luego nombramiento, del río Columbia, en 1792, mientras realizaba su segundo viaje.
Los hechos de su vida anteriores y posteriores a esos viajes permanecen relativamente oscuros y Gray puede haber servido en la Armada Continental durante la Guerra Revolucionaria Americana. Después de sus dos famosos viajes, siguió su carrera como capitán de barco, sobre todo de buques mercantes en el Atlántico, como el que estaba destinado a ser su tercer viaje a la Costa Noroeste y que terminó con la captura de su barco por corsarios franceses durante la Cuasi-Guerra franco-estadounidense. Gray murió en el mar en 1806, cerca de Charleston (Carolina del Sur), posiblemente, de fiebre amarilla. Muchos accidentes geográficos de las costas de los actuales estados de Oregón y Washington llevan el nombre de Gray, al igual que numerosas escuelas de la región.

## Biografía

### Primeros años
Robert Gray nació el 10 de mayo de 1755 en Tiverton, Rhode Island, hijo de Edward Gray. Poco se sabe de sus primeros años de vida. Se dice, pero no está documentado, que sirvió en la Armada Continental durante la Guerra Revolucionaria Americana. Es conocido, sin embargo, que sirvió en el comercio triangular de Carolina del Sur, a bordo del Pacific. [cita requerida]

### Primer viaje a la costa noroeste del Pacífico (1787-90)
El 30 de septiembre de 1787, el capitán John Kendrick, al mando del Columbia Rediviva y de la expedición, y Robert Gray, al mando del Lady Washington, dejaron Boston con el fin de comerciar a lo largo de la costa del Pacífico Norte, enviados por comerciantes de Boston como Charles Bulfinch. Bulfinch y otros financiadores querían comerciar con las pieles marinas capturadas en la costa noroeste de América del Norte y llevarlas directamente a China, ya que Bulfinch había leído que el capitán James Cook había hecho lo mismo con éxito. Bulfinch había leído el Journals de Cook, publicado en 1784, que en parte refiere el éxito de la venta de pieles de nutria marina en Cantón, y pensaba que podría repetir ese éxito. Antes de esto, otros comerciantes estadounidenses, como Robert Morris, habían enviado ya barcos para el comercio con China, en particular el Empress of China en 1784, pero habían tenido problemas para encontrar productos con los que los chinos quisieran comerciar. Bulfinch supuso que las pieles marinas de Cook resolvían el problema y los comerciantes de Nueva Inglaterra podrían comerciar con China de manera rentable. Gray podría haber sido el primer estadounidense que hubiese visitado la costa del noroeste, pero Simon Metcalfe, con el barco Eleanora, puede haber llegado antes —quizás el año anterior.

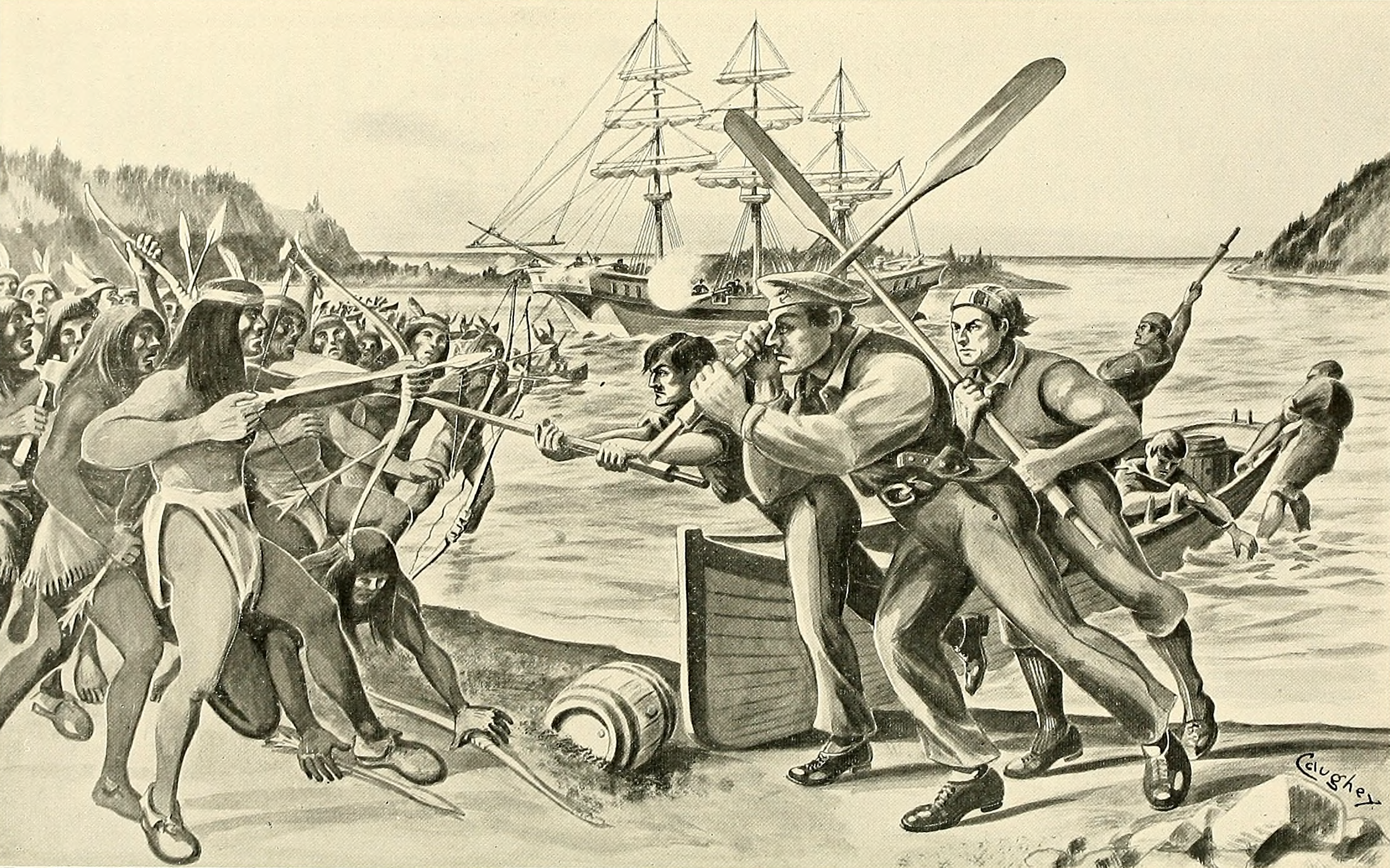
Hombres de Gray luchando contra los nativos cerca de Tillamook Bay

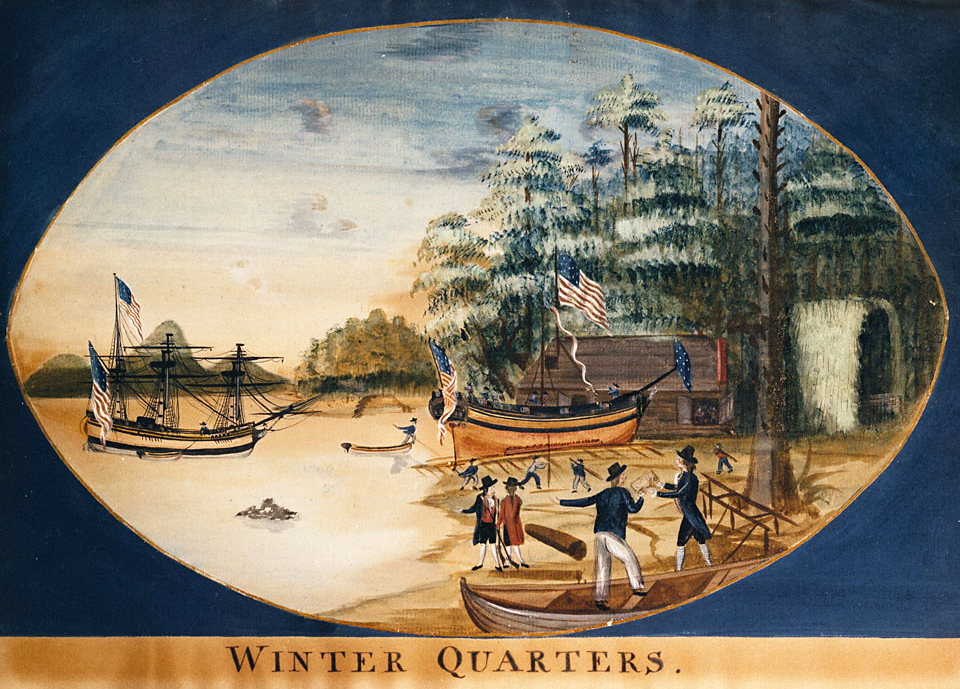
Winter Quarters, establecido por el capitán Gray y la tripulación del Columbia Rediviva en Adventure Cove, en el Clayoquot Sound; pintura ca. 1793, de George Davidson

En el viaje de Kendrick y Gray, la carga de los buques incluía mantas, cuchillos, armas de fuego, municiones, barras de hierro y otras mercancías para intercambiar. Ambos barcos tenían cartas oficiales del Congreso y pasaportes de Massachusetts para su viaje de negocios. Kendrick y Gray navegaron alrededor del cabo de Hornos, en el extremo sur de América del Sur, parando primero en las islas de Cabo Verde y en las Islas Malvinas en el océano Atlántico. En enero, después de pasar el cabo de Hornos, las naves se encontraron con una tormenta que separó ambos buques y dañó la Columbia. El daño obligó a Kendrick a navegar al puerto más cercano, a las islas de Juan Fernández, un puerto español bajo el control de don Blas González, comandante de la guarnición, donde el Columbia fue reparado antes de navegar hacia la costa noroeste. Mientras tanto, Gray llegó a la costa en agosto y encalló intentando entrar en un río cerca de los 46°N de latitud. En ese momento el barco fue atacado por los nativos, perdiendo un miembro de la tripulación antes de liberarse y proceder hacia el norte. El 17 de septiembre de 1788 la Lady Washington, con Gray al mando, llegó al Nootka Sound.
El Columbia llegó poco después y ambos barcos invernaron en el Nootka Sound. Estaban en las cercanías cuando Esteban José Martínez llegó a principios de mayo de 1789, para afirmar la soberanía española. Pronto llegaron también varios buques mercantes británicos y el conflicto entre el español y los británicos dio lugar a la crisis de Nootka, que casi ocasionó la guerra entre ambas naciones. Martínez se apoderó de varios buques, incluido el Princess Royal. Los dos barcos estadounidenses quedaron solos, aunque Martínez capturó otro barco estadounidense en tercer lugar, el Fair American, cuando llegó al Nootka Sound en el otoño de 1789. Robert Gray fue testigo de gran parte del incidente de Nootka.
Durante su comercio por toda la costa de lo que hoy es la Columbia Británica  y los estados de Washington, Oregón y California, los dos barcos exploraron las bahías y las aguas continentales. Gray encontró entonces al capitán inglés John Meares, que posteriormente publicó un informe y varios mapas del Pacífico Noroeste que incluían un supuesto viaje de Robert Gray a través de un gran mar interior entre el estrecho de Juan de Fuca y la entrada Dixon. (Cuando George Vancouver preguntó a Gray por ese viaje en 1792, Gray dijo que él nunca hizo ese viaje.)
En 1788 Gray había intentado en vano entrar en un gran río (era el río Columbia), pero no pudo debido a las mareas. Al inicio de la travesía, Gray iba de capitán del Lady Washington y Kendrick del Columbia Rediviva, pero ambos intercambiaron el mando durante el viaje, poniéndose Gray al mando del Columbia. Después del cambio, Kendrick se quedó en la costa de América del Norte para el comercio de pieles mientras Gray salió con su carga de pieles hacia China, haciendo escala en las islas Sandwich. Gray llegó a Cantón a principios de 1790 y cambió su carga por grandes cantidades de té. Gray continuó luego hacia el oeste, navegando por el océano Índico, doblando el cabo de Buena Esperanza y atravesando el Atlántico, hasta llegarde vuelta a Boston el 9 de agosto de 1790. Así, el Columbia se convirtió en el primer barco estadounidense en circunnavegar el mundo. Aunque la empresa comercial fue decepcionante, Gray desfiló por Boston por la realización de esa circunnavegación, acompañado de un nativo de Hawái, vestido con el traje tradicional hawaiano, que había tomado pasaje en el Columbia. Gray asistió luego a una recepción ofrecida en su honor por el gobernador John Hancock.

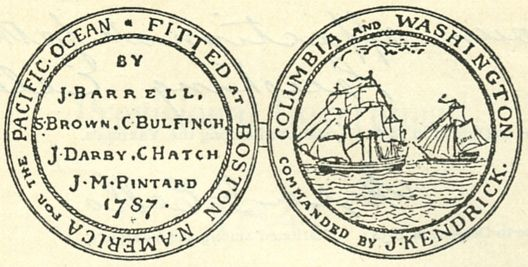
Medalla conmemorativa del viaje de Gray y Kendrick

También en este viaje, Kendrick y Gray se encargaron de comprar territorios a los nativos indios de la región. Kendrick lo hizo al menos en dos ocasiones, incluyendo una el 5 de agosto de 1791, cuando compró un territorio de 47 km² a una tribu nativa cerca de la latitud 49°50'N. Esa compra se produjo cuando Gray había terminado su viaje y emprendido el regreso.
El éxito por los beneficios obtenidos en el viaje tuvo el efecto inmediato de que Gray partiese de nuevo hacia la costa del Pacífico norte sólo seis semanas después de regresar de allí. También otros mercaderes de Nueva Inglaterra empezaron a enviar sus propios buques para participar en esa nueva oportunidad comercial, incluido el envío del Hope en septiembre de 1790, bajo el mando de Joseph Ingraham, primer oficial de Gray en su primer viaje. En pocos años, muchos comerciantes yanquis estaban involucrados en el comercio continuo de pieles con China, y en 1801 dieciséis buques estadounidenses estaban involucrados en esa ruta triangular. Esas actividades mercantiles se superpusieron con las reivindicaciones territoriales de otras naciones en esa región en disputa, en particular, con las de España y de Rusia, y en los siguientes años serían utilizadas en apoyo de las reivindicaciones estadounidenses del Territorio de Oregón y contribuirían a la limitación a California y Alaska, respectivamente, de las reclamaciones españolas y rusas.

### Regreso a la costa del Pacífico Noroeste (1790-93)

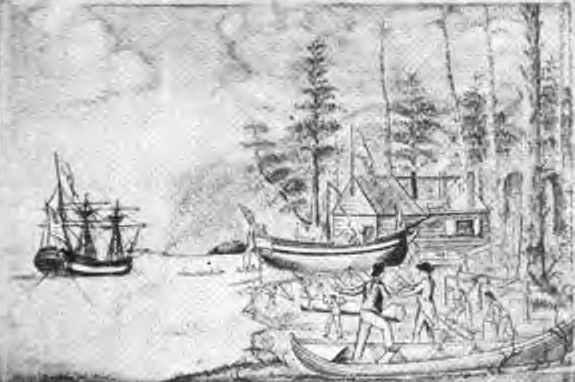
El Adventure en Fort Defiance (de Gray, William Henry. 1870. A history of Oregon, 1792-1849, dibujado de la observación personal y auténtica information. Portland, Or: Harris & Holman.)

Gray navegó a vela hacia la costa noroeste de nuevo en el Columbia, partiendo el 28 de septiembre de 1790 y llegando a su destino en 1792. Gray y Kendrick se reunieron de nuevo por un tiempo. En ese viaje Gray, aunque todavía era un comerciante privado, estaba navegando con documentos de los Estados Unidos de América, firmados por el presidente George Washington. Gray hizo escala en el Nootka Sound, el 5 de junio de 1791 e invernaron en una empalizada que construyeron y llamaron Fort Defiance. Durante ese invierno la tripulación construyó una balandra de 45 toneladas llamada Adventure, que botaron en la primavera, poniéndose al mando el primer piloto de Gray, Robert Haswell.
Después de invernar en la isla de Vancouver, una vez que llegó abril, Gray y el Columbia navegaron hacia el sur mientras que el Adventure navegó hacia el norte, llegando a alcanzar las islas de la Reina Carlota durante ese viaje. Gray zarpó de nuevo 2 de abril de 1792, cuando dejó el puesto de comercio de Clayoquot. Antes de marchar Gray ordenó la destrucción de la aldea Nuu-chah-nulth de Opitsaht. El ataque fue una represalia por los insultos que él pensó que había sufrido y en respuesta a los rumores de un complot contra sus hombres concebido por algunos nativos locales y algunos nativos de las islas Sandwich de su propia tripulación. La trama podría haber sido real, pero podría han sido un malentendido. La aldea de Opitsaht consistía en cerca de 200 casas con mucho trabajo de talla —un bello poblado, trabajo de épocas ("fine village, the Work of Ages")—, según el oficial de John Gray Boit, que «en poco tiempo fue totalmente destruida» (in a short time totally destroy'd.) Afortunadamente, la aldea estaba desierta en aquel momento. John Boit, a cargo del diario de la propia nave, dejó escrito que Gray había dejado que sus pasiones fueran demasiado lejos. En 2005, los descendientes de Gray se disculparon formalmente por la destrucción de Opitsaht. Gray ordenó varios ataques más durante el viaje de 1792. En mayo ordenó un ataque contra un pueblo Nuu-Chah-nulth chicklisaht en el Esperanza Inlet o en el Nasparti Inlet, en norte del Nootka Sound, matando a siete personas e incautándose las pieles de nutria marina nativas. Los chicklisaht llevaron a sus heridos al puesto español en el Nootka Sound y pidieron al comandante, Bodega y Quadra, que castigase a Gray. Este ataque se produjo después de una ruptura de las negociaciones comerciales. El precio de las pieles de nutria marina había aumentado dramáticamente desde finales de la década de 1780 y Gray fue uno, de una serie de capitanes, que decidió usar la fuerza para adquirirlas. Más tarde, en 1792, en Grays Harbor, Gray disparó contra un grupo de chinook, matando a veinte. Y después, en el Clayoquot Sound de nuevo, mató o hirió al menos a 25 indígenas que se acercaban a su barco en una canoa de guerra durante la noche. También luchó con un grupo de kwakiutls a finales de 1792.
Durante su viaje de 1792 a bordo del Columbia Rediviva Gray notó que unas aguas fangosas fluían desde la costa y decidió investigar por si podría haber encontrado el "Gran Río del Oeste." "Great River of the West." A la espera de tiempo favorable, el 29 de abril Gray vio un barco e intercambió saludos con él. Este buque era el HMS Discovery comandado por el oficial naval y capitán británico George Vancouver. Los dos capitanes se reunieron e intercambiaron información sobre la geografía de la costa: Gray habló a Vancouver del gran río en el que se había intentado adentrar en 1788, pero Vancouver dudaba de que hubiera un gran río en esa latitud. Así Gray continuó hacia el sur, dejando el estrecho de Juan de Fuca el 30 de abril de 1792, comerciando con pieles mientras el barco avanzaba. El 7 de mayo, el Columbia entró en la bahía estuarina de Grays Harbor, Washington. (Gray mismo lo nombró en realidad como Bullfinch Harbor, pero fue el nombre que le asignó después Vancouver el que permaneció.)

#### Entrando en el Columbia

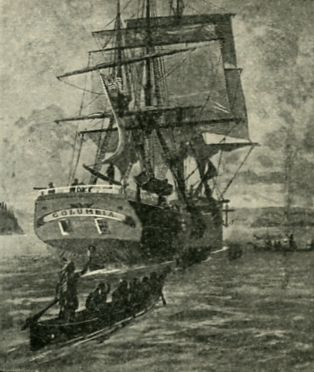
Dibujo artístico del Columbia en el río que lleva su nombre (Oregon: Her History, Her Great Men, Her Literature, de John B. Horner (1919))

Después, Gray se encaminó al sur por lo que fue, y con razón sospechaba, la boca de un gran río, y buscó más entradas en el río. El 11 de mayo sus hombres descubrieron lo que buscaba, y ordenó que fuera lanzado un pequeño velero para tratar de encontrar un camino seguro a través de la barras de arena en el proceso conocido como sondeo. Finalmente, en la noche del 11 de mayo de 1792, los hombres de Gray encontraron un canal seguro y el buque y su tripulación navegaron en el estuario del río Columbia. Una vez allí, navegaron río arriba y Gray nombró a este gran río Columbia, en reconocimiento a su propio barco.
Después de entrar en el Columbia, se encontraron con muchos nativos en sus canoas, mientras la tripulación se preparaba para tomar e agua fresca. El barco y la tripulación viajaron aproximadamente 21 km río arriba y comerciaron con clavos, que cambiaron por pieles, salmón y carne de animales durante un período de nueve días. Además de nombrar el río, Gray también bautizó otros puntos de interés como punta Adams y cabo Hancoc. Sin embargo, muchos de estos lugares desde entonces se han renombrado. El punto más lejano que exploró Gray río arriba se conoce hoy como bahía de los Gray (Grays Bay), y el río que desemboca en él como Grays River. Estos nombres no fueron dados por Gray, sino por William Broughton, teniente de George Vancouver, que exploró el Columbia en octubre de 1792. Robert Gray había hecho una carta de la bahía y de la desembocadura del río y Vancouver había adquirido una copia.
El éxito de Gray en entrar en el río finalmente formaría parte de la base de las reclamaciones territoriales de EE. UU. del Territorio de Oregón. El 20 de mayo, Gray y su tripulación salieron del río Columbia y se encaminaron hacia el norte para encontrarse con el barco Adventure, antes de zarpar para China.

#### En el Nootka Sound
El 22 de julio de 1792 Gray llegó con el Columbia al Nootka Sound, acompañado de la Hope, al mando de Ingraham. Juan Francisco de la Bodega y Quadra estaba ya allí como comandante del asentamiento español allí. Bodega estaba a la espera de la llegada de George Vancouver para que ambos pusieran en práctica la primera de las Convenciones de Nutka. Bodega tenía la intención de entregar todo el establecimiento a Vancouver, pero mientras le esperaba comenzó a cambiar de opinión. Durante el verano Bodega había comenzado a darse cuenta de que John Meares no sólo había exagerado sus pérdidas durante la crisis de Nootka, sino que había operado ilegalmente comerciando con buques británicos bajo la bandera de Portugal. Cuando Gray y Ingraham llegaron a Nutka, Vancouver seguía de camino. Bodega aprovechó la oportunidad para pedir a los estadounidenses si darían cuenta de los acontecimientos de 1789 que habían conducido a la crisis de Nootka. Ingraham contestó largamente a la carta de Bodega y escribió: «ya que él sabía todas las circunstancias, el capitán Gray desea que yo le conteste y él firmará de manera conjunta» ("as I knew every circumstance, Captain Gray desired I would answer and he would sign it jointly.")
Según la carta firmada por Ingraham y Gray, Meares había hecho muchas declaraciones falsas sobre los acontecimientos de 1789. Los barcos portugueses, según dijo Ingraham, eran sin duda barcos británicos haciéndose pasar por portugueses. La «casa» ("house") que Meares dijo que había construido en el Nootka Sound, y que se menciona explícitamente en la Convención de Nootka, era sólo un «tosco refugio» ("rough hut"), construido y demolido en 1788. En 1789, cuando llegaron los españoles, «no había vestigio de ninguna casa» ("there was no vestige of any house remaining"). La Convención de Nootka decía que España se había apoderado de los edificios y que éstos debían de ser restaurados a Gran Bretaña. Por otra parte, Ingraham escribió que Meares no compró ningún terreno al jefe Maquinna, como mantenía. Acerca de la detención de James Colnett por Esteban José Martínez, Ingraham y Gray manifestaban que Colnett había insultado y amenazado a Martínez, y que Colnett incluso había desenvainado su espada, lo que justificaba el arresto de Colnett. La carta terminaba con una declaración de amistad: «Esperamos sinceramente, señor, que cuando las cosas se presenten verdaderamente, rescataran a nuestro amigo don Esteban J. Martínez de la censura... En cuanto al tratamiento a los estadounidenses por Don Esteban, hemos siempre declarado sobre ello en los términos como la debida hospitalidad, y estamos otra vez felices de poder hacerlo, lo que consideramos de justicia con su conducta.» ("We sincerely hope, sir, when things are represented with truth, it will rescue our friend Don Estevan J. Martínez from censure. As to the treatment of the Americans by Don Estevan, we have ever testified to it in terms due to such hospitality, and we are again happy to have it in our power to do what we deem justice to his conduct." ) Cabe señalar que los estadounidenses no eran parte neutral, ya que los Estados Unidos apenas acababan de obtener su independencia de Gran Bretaña tras una guerra. Además, los estadounidenses competían directa con los británicos, pero no con los españoles, por el comercio de pieles de la costa oeste del Norte. Era de su interés apoyar el caso español.
A Bodega le satisfizo el relato de Ingraham y Gray. Una vez que llegó Vancouver, Bodega utilizó el informe, junto con otras tácticas, para forzar a Vancouver a un callejón sin salida diplomático una vez que las negociaciones habían comenzado. Si no fuera por la carta de Gray e Ingraham, junto con la llegada tardía de Vancouver, y varios otros factores, es probable que Bodega hubiera devuelto el asentamiento a los británicos. En cambio, Bodega le ofreció sólo la vuelta de la pequeña cala donde Meares había construido su choza en 1789. Vancouver no podía aceptar eso. Al final, ambos acordaron que sus gobiernos lo solucionasen nuevamente. Como resultado, el asentamiento del Nootka Sound permaneció en manos de los españoles varios años más, hasta que en el marco del Tercer Convenio de Nootka ambas naciones acordaron abandonar el puerto.
Mientras Gray estaba en el Nootka Sound, Bodega le proporcionó una pequeña casa cerca de la suya, donde Gray permaneció hasta irse. Además, Bodega hizo que calafates, herreros y carpinteros españoles repararan la Columbia. Bodega también le proporcionó alimentos frescos, como verduras y pan caliente, todos los días. Cuando Gray e Ingraham partieron les dio gran cantidad de alimentos, como salmón, carne de cerdo, huevos, mantequilla, pan, aguardiente de vino, y mucha col y ensalada. Bodega se negó a recibir cualquier pago por cualquiera de sus servicios. Ingraham escribió en su diario: «Considerando la parte del mundo en que estamos, me pareció un presente muy hermoso. No paso un día durante nuestra estancia en ese puerto, sin que todos los buques —sin respeto a la persona o la nación— recibieran muestras de la hospitalidad de Don Juan» ("Considering the part of the world we were in, I thought this a very handsome present. Not a day passed during our stay in this port, but every ship—without respect to nation or person—received marks of Don Juan's hospitality.")
En septiembre la mayor parte de los barcos que había visitado el Nootka Sound partieron, incluido el Columbia, al mando de Gray, junto con la balandra Adventure. Bodega también zarpó en el Activa. Bodega y Gray se reunieron poco después y acordaron navegar a Neah Bay, donde, en la última semana de septiembre, Bodega compró el Adventure a Gray. Después de esto, Gray llevó el Columbia a través del Estrecho de Juan de Fuca hasta el Puerto de San Juan (hoy Port Renfrew, British Columbia), donde se hicieron los últimos preparativos para el largo viaje a través del Pacífico. Gray dejó América del Norte el 3 de octubre de 1792, llegando a las islas de Hawái el 29 de octubre, y a Macao el 8 de diciembre.

#### Retorno a Boston
En Cantón, Gray nuevamente cambió su carga por té y navegó luego hacia el oeste hacia la costa atlántica de los Estados Unidos. Gray estaba de regreso en Boston en julio de 1793, después de realizar otra vez la vuelta al mundo. El 3 de febrero de 1794 se casó con Marta Atkins en un matrimonio realizado en Boston por el reverendo John Eliott. La pareja tuvo cinco hijos.

### Papel en la Cuasi-guerra
Más adelante en su carrera, Gray participó en la Cuasi-Guerra franco-estadounidense de 1798-1800, un conflicto no declarado y puramente marítimo relacionado con las Guerras Napoleónicas.
El 10 de septiembre de 1798 Gray zarpó de Salem al mando del Alert, en otro viaje comercial con destino a la Costa Noroeste, donde estaba destinado a pasar una temporada o dos en el comercio de pieles, y después a Cantón y de nuevo a casa, como antes. Ese viaje se truncó cuando apenas había comenzado, por la captura de la nave de Gray en el Atlántico Sur por un corsario francés. El Alert fue apresado el 17 de noviembre por la La Republicaine, a unos 800 kilómetros al este de Río de Janeiro. Luego navegó como premio a la tripulación (aunque bajo el mando de Gray) al puerto español de Montevideo, en el Río de la Plata, llegando el 14 de diciembre. Allí, el Alert y su carga fueron vendidos como premios del buque francés. El Alert salió del puerto el 11 de enero, con una tripulación española, y bajo bandera española, con destino al Pacífico. Gray regresó luego a los Estados Unidos y continuó con su carrera marítima.
En 1799, Gray comandó el corsario Lucy continuando su disputa con los franceses. La Lucy era un buque de 12 cañones con una tripulación de veinticinco hombres.

### Viajes posteriores y muerte

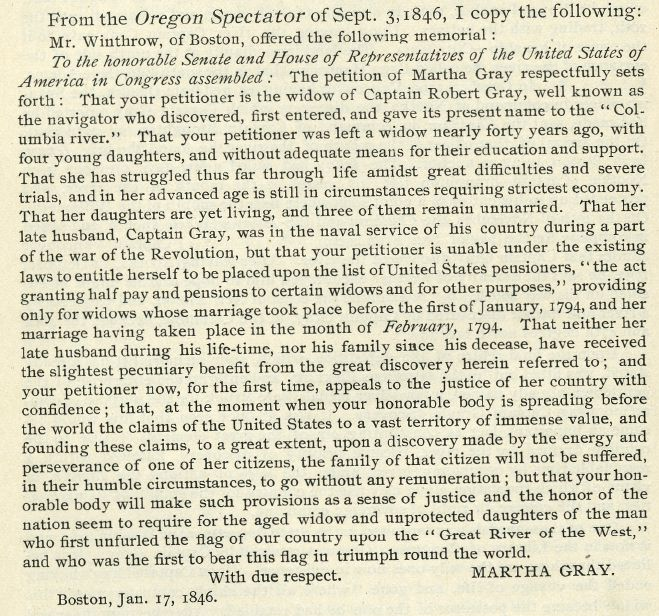
Petición de Martha Gray al Congreso.

El 21 de noviembre de 1800, Gray salió de Boston al mando de la goleta James, con una carga de hierro y piedra de balasto, con destino a Río de Janeiro, a donde llegó el 18 de abril de 1801. También hizo viajes posteriores a Inglaterra y al sur de los Estados Unidos. Gray murió en el mar en 1806, cerca de Charleston (Carolina del Sur), y la causa de su muerte se cree que fue la fiebre amarilla. Dejó esposa y cuatro hijas, que solicitaron al Congreso de los EE. UU. una pensión del gobierno, basándose en sus viajes y en la afirmación de que fue oficial naval de la Armada Continental durante la Guerra de la Independencia.

## Legado
Gray no publicó sus descubrimientos geográficos en el río Columbia, ni los de otros lugares a lo largo de la costa del Pacífico. El capitán Vancouver publicó los descubrimientos de Gray en Inglaterra, junto con sus propias exploraciones, y le dio crédito a Gray. En esa época los descubrimientos de Gray no le reportaron renombre ni se creían importante. Sin embargo, las pioneras oportunidades comerciales de Gray (en lo que respecta a los estadounidenses) fueron pronto seguidas por otros comerciantes de Nueva Inglaterra, con el resultado de que los nativos de la costa del noroeste comenzaron a llamar a los estadounidenses los «hombres de Boston» ("Boston men"). Por otra parte, la primera navegación de Gray en el río Columbia fue utilizada más adelante por los Estados Unidos en apoyo de sus pretensiones territoriales a lo que los estadounidenses llamaron Territorio de Oregón (Oregon Country). La demanda rival británica llamó a la porción más austral de esa zona en disputa el Distrito de Columbia, que deriva del nombre elegido por Gray para bautizar el río. El Distrito de Columbia, con el tiempo, dio nombre a la colonia de mediados del siglo XIX de la Columbia Británica. Cuando en 1871 la colonia se unió a Canadá, se convirtió en la actual provincia canadiense de la Columbia Británica.

### Reconocimientos

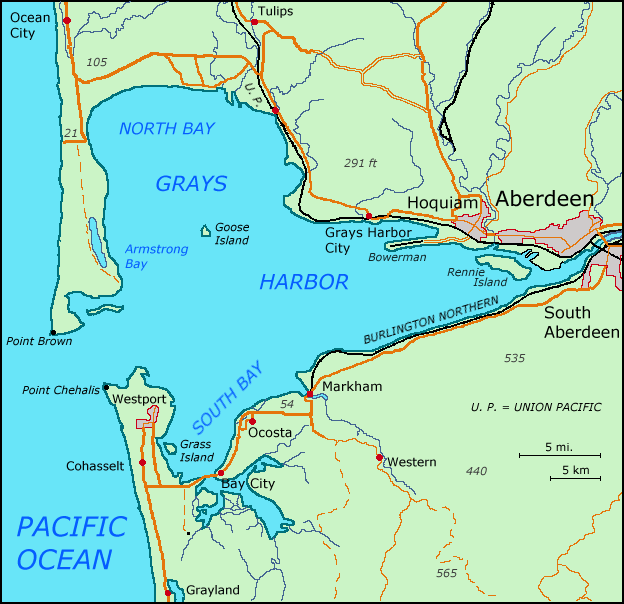
Mapa de Grays Harbor en el estado de Washington

Muchos accidentes geográficos y edificios llevan su nombre, como:
- Grays Harbor y Grays Harbor County, en el estado de Washington
- Grays Bay, en la costa norte del estuario del río Columbia;
- Grays Point, en el oeste de la bahía de Gray;
- Río Grays, un afluente del río Columbia, que desembocan en la bahía de Gray;
- Grays River, un pequeño pueblo rural de Washington, no ncorporado, a orillas del río del mismo nombre;
- Robert Gray Avenue en Tiverton, Rhode Island;
- Robert Gray Middle School en Portland, Oregon;
- Robert Gray Middle School en Tacoma, Washington;
- Captain Robert Gray Elementary en Astoria, Oregon;
- Robert Gray Elementary School en Aberdeen, Washington;
- Robert Gray Elementary School en Longview, Washington;
- Robert Gray Elementary School en Pasco, Washington.